# Pavel Čmovš
Pavel Čmovš (Plzeň, 29 juni 1990) is een Tsjechisch voetballer die als verdediger speelt.

## Jeugd
Čmovš begon met voetballen in de jeugd bij FC Viktoria Plzeň. Hij ging naar Slavia Praag en kwam daar in januari 2009 bij het tweede elftal dat in de ČFL (derde niveau) speelde. Ook speelde hij voor Tsjechische jeugdselecties.

## N.E.C.
In 2010 werd hij na een proefperiode voor één seizoen gecontracteerd door N.E.C. met een optie voor nog twee seizoenen. Čmovš werd direct voor het seizoen 2010/11 verhuurd aan BV Veendam waar hij op 13 augustus 2010 zijn debuut maakte in de Eerste divisie als basisspeler in de uitwedstrijd tegen Telstar. Bij Veendam werd hij basisspeler. In maart 2011 lichtte N.E.C. de optie in zijn contract waardoor hij tot 2013 onder contract staat en vanaf het seizoen 2011/12 in de N.E.C.-selectie zit. In mei 2012 werd zijn contract tot medio 2016 verlengd.

## Levski Sofia
Op 28 januari 2014 maakte hij transfervrij de overstap naar Levski Sofia in Bulgarije. Hij verliet de club in de zomer van 2014.

## Mumbai City
Op 21 augustus van dat jaar werd hij via de draft voor de Indian Super League gekozen door Mumbai City FC. In januari 2015 was Čmovš op proef bij Wisła Kraków maar tekende later die maand een contract bij Rapid Boekarest. In juli 2015 werd bekend dat hij terugkeert bij Mumbai City voor het tweede seizoen van de ISL.

## Mlada Boleslav en FK Teplice
Hierna ging hij voor FK Mladá Boleslav spelen. In het seizoen 2015/16 won Čmovš met zijn club de Tsjechische beker. Eind januari 2018 maakte hij de overstap naar FK Teplice.

## Latere carrière
Medio 2020 ging Čmovš op Cyprus spelen voor Nea Salamis Famagusta. Een jaar later ging Čmovš naar het Slowaakse FK Pohronie. In januari 2022 ging hij naar het Roemeense Academica Clinceni. Medio 2022 keerde hij terug op Cyprus bij PAEEK. Een half jaar later ging hij naar de Oostenrijkse amateurclub SC Amaliendorf. Medio 2023 ging hij op het derde niveau in Tsjechië voor SK Benešov spelen.

## Clubstatistieken
| Seizoen                                | Club                                   | Competitie                             | Competitie | Competitie | Beker | Beker | Internationaal | Internationaal | Overig | Overig | Totaal | Totaal |
| Seizoen                                | Club                                   | Competitie                             | Wed.       | Dlp.       | Wed.  | Dlp.  | Wed.           | Dlp.           | Wed.   | Dlp.   | Wed.   | Dlp.   |
| -------------------------------------- | -------------------------------------- | -------------------------------------- | ---------- | ---------- | ----- | ----- | -------------- | -------------- | ------ | ------ | ------ | ------ |
| 2010/11                                | BV Veendam                             | Eerste divisie                         | 33         | 2          | 2     | 0     | 0              | 0              | 2      | 0      | 37     | 2      |
| 2011/12                                | N.E.C.                                 | Eredivisie                             | 21         | 0          | 3     | 0     | 0              | 0              | 2      | 0      | 27     | 0      |
| 2012/13                                | N.E.C.                                 | Eredivisie                             | 20         | 1          | 1     | 0     | 0              | 0              | 0      | 0      | 21     | 1      |
| 2013/14                                | N.E.C.                                 | Eredivisie                             | 8          | 0          | 1     | 0     | 0              | 0              | 0      | 0      | 9      | 0      |
| 2013/14                                | Levski Sofia                           | A Grupa                                | 8          | 0          | 0     | 0     | 0              | 0              | 0      | 0      | 8      | 0      |
| 2014                                   | Mumbai City                            | Indian Super League                    | 25         | 0          | 0     | 0     | 0              | 0              | 0      | 0      | 25     | 0      |
| 2014/15                                | Rapid Boekarest                        | Liga 1                                 | 17         | 0          | 0     | 0     | 0              | 0              | 0      | 0      | 17     | 0      |
| 2015/16                                | Mladá Boleslav                         | 1. česká fotbalová liga                | 12         | 1          | 5     | 0     | 0              | 0              | 0      | 0      | 17     | 1      |
| 2016/17                                | Mladá Boleslav                         | 1. česká fotbalová liga                | 8          | 0          | 1     | 0     | 0              | 0              | 0      | 0      | 9      | 0      |
| 2017/18                                | Mladá Boleslav                         | 1. česká fotbalová liga                | 4          | 0          | 0     | 0     | 3              | 0              | 0      | 0      | 7      | 0      |
| 2017/18                                | Teplice                                | 1. česká fotbalová liga                | 0          | 0          | 0     | 0     | 0              | 0              | 0      | 0      | 0      | 0      |
| Totaal (Bijgewerkt op 2 februari 2018) | Totaal (Bijgewerkt op 2 februari 2018) | Totaal (Bijgewerkt op 2 februari 2018) | 156        | 4          | 13    | 0     | 3              | 0              | 4      | 0      | 176    | 4      |